# Janae Marie Kroc
Janae Marie Kroc (ur. jako Matthew Raymond Kroczaleski 8 grudnia 1972) – amerykańska farmaceutka, transkobieta. Jako Matt Kroczaleski jeden z najlepszych światowych siłaczy, trójboista siłowy, kulturysta zawodowy i strongman. Należał do elity powerlifterów. Opublikował kilka artykułów w EliteFTS i T-Nation.

## Odznaczenia
- 2006 Arnold Classic WPO Powerlifting Middle Weight Champion

## Publikacje książkowe
- Insane Training: Garage Training, Powerlifting, Bodybuilding, and All-Out Bad-Ass Workouts (2014) ISBN 1-25-002986-4